# 叔向
叔向（？—約前528年或稍後），姬姓，羊舌氏，名肸，字叔向，以字行，又字叔譽，因被封于楊（今山西省洪洞縣），以邑为氏，别为楊氏，又稱叔肸、楊肸、楊譽。他出身晉公族，历事晋悼公、晋平公、晋昭公三世，为晋平公傅、上大夫，是春秋时期晋国的政治家、外交家。叔向和晏嬰、子產是同時代人，不過他不曾擔任晉國執政的六卿。前546年，叔向代表晋国與楚國达成了弭兵会盟，缓和了当时的形势。

## 家世
羊舌肸出身晉國公族，他的六世祖是晉武公之子伯僑，伯僑之孫突食采邑於羊舌，世稱羊舌大夫，为太子申生军尉。羊舌大夫之子羊舌职善于言谈，为佐中军尉。他生有五子，长子伯华后继承父职，叔向排行第二。叔向和長兄伯華及弟弟叔魚、叔虎合稱羊舌四族。

## 生平
叔向熟悉各諸侯國歷史，於晉悼公時獲司馬侯引薦為太子彪傅。太子彪即位後，為晉平公，他仍為傅。叔向所處的時代，晉國霸業已經衰落，但他仍力圖在自己的能力範圍內為維持晉國的霸主地位而發揮作用。

### 欒盈之難
叔向異母弟叔虎的母親長得很漂亮，叔向的母親因為嫉妒而不讓她陪丈夫侍寢。她的兒子們都勸諫她。她才勉強同意，她同時又警示道：“深山大澤中，容易生出龍蛇。她雖然漂亮，但我擔心她所生的龍蛇會禍害你們。羊舌氏現已衰敗了。國內受寵的是六卿，其中又多壞人挑撥，要想平安無事並不容易。我對自己有什麼好吝惜的呢。”，之後便有了叔虎出生，叔虎美而有勇力，欒盈很喜歡他，而這也一度陷羊舌氏之一族於危難之中。

欒盈（欒懷子）是欒黡（欒桓子）和士匄（范宣子）的女兒欒祁的兒子。他為人樂善好施，所以有很多名士追隨他。後來欒桓子去世，欒祁和家宰州賓私通，並將欒氏的家產私吞，欒懷子為此不滿。欒祁擔心他會前來討伐，便聯合和欒黡有隙的士匄之子范鞅一同向士匄誣告說欒懷子意圖叛亂，士匄害怕欒盈門客勢力，改任他為下卿，並放逐他去築城。
晉平公六年（公元前552年）秋，欒盈逃到楚國。范宣子盡殺其黨羽，叔虎在這次事件中被害，伯華和叔向也遭到囚禁。有人問叔向：“您受到這樣的罪，是不明智的原因嗎？”叔向回答說：“比那些已經死去和逃亡的人怎樣？”平公的寵臣樂王鮒對叔向說，他可以幫忙求情。叔向沒有理會他。別人問他原因。叔向說：“只有祁奚才能幫忙。”他的下屬很不解：“樂王鮒所說的話，國君沒有不聽從的，他想幫您，您卻不答應。祁大夫無能為力的事，您為什麼又認為他可以做到呢？”叔向回答：“樂王鮒只會順從國君，他怎麼能行？而祁大夫‘外舉不棄仇，內舉不失親。’他怎麼會單單不幫我的忙呢？《詩經》中說：‘有覺德行，四國順之。’祁大夫就是這樣的人。”
平公後來向樂王鮒問起叔向的罪狀，樂王鮒認為他“不棄其親”必然有罪。當時祁奚的年紀已經很大了，聽說叔向被囚後，乘車去見範宣子，說：“《詩經》云：‘惠我无疆，子孙保之。’《尚書》曰：‘圣有谟勋，明征定保。’叔向是國之棟梁，即使是他的十世子孫犯了錯，也應該赦免。如今他只是偶然犯了小錯，就要懲罰他，此舉令人無法理解。從前，鯀雖然有錯被殺，但他的兒子禹仍然被重用；伊尹曾放逐太甲，後來卻做了他的宰相；管叔鮮和蔡叔度被殺，而他們的兄弟周公卻在輔佐成王。現在為什麼要因為羊舌虎的錯來懲罰一個國家棟梁呢？”範宣子聽後覺得有道理，便和他一同乘車去向平公求情赦免了叔向。之後祁奚沒有和叔向打招呼就徑直回家，叔向也沒有向他表示感謝，而是直接去朝見國君。

### 弭兵之盟
晉平公十二年（公元前546年），宋國向戌發起弭兵之盟。晉楚兩國是主要的參與國。晉國的代表是趙武，叔向為副手。楚國代表是令尹子木。但楚國對晉國極不信任，在衣服中套上皮甲。太宰伯州犁勸子木下令去掉皮甲，子木認為兩國缺乏信任很久了，只要願望達成就可以了，沒有必要講信用。趙武也對楚人裹甲感到憂慮，便諮詢叔向的意見。叔向回答：“這有什麼好害怕的？普通人做出不守信用的事尚且不行。何況是諸侯的卿呢，他做出不守信用的事必然不會成功。食言者不會對別人構成威脅，您不用擔心。假裝以信用來召集別人，卻又有以虛假的東西來對付他們，這樣的人必須沒有人會聽從他，我們又何需擔心他的威脅呢。我們和宋國一起抗敵，哪怕是楚軍增加一倍也無需畏懼。”
會後，宋平公接待兩國大夫，趙武為主賓。子木跟和交談，他無法應答。便派叔向回應，令子木也無法回答。子木回國後對楚共王說：“晉國果然是霸主，有叔向輔佐其正卿。反觀楚國卻沒有這樣的人，跟他匹敵。”弭兵会盟的成功，緩和了晉楚兩國南北對抗的緊張局勢，叔向在會盟過程中起了很大作用。

### 出使楚國
晉平公二十一年（公元前537年），晉國韓起以叔向為副手，送平公之女出嫁楚國。途經鄭國時，子皮、子太叔在索氏招待他們。席間，太叔提醒叔向：“楚王驕奢太甚，您需要小心為好。”叔向說：“這是他自身的災難，怎會危及到別人呢？我只需要送上禮物，謹慎保持威儀，遵守信用。遵守舊有的傳統，考察先王的作法，審時以度二國間的關係，他哪怕再骄奢又能怎麼樣呢？”
叔向一行來到楚國後。楚靈王召集大臣議事，他認為晉楚兩國是仇敵，欲削韓起一足，派去做守門人，任命叔向為司宮，並施以宮刑，以此好好羞辱一下晉國。大臣們都沒有回應。只有薳啟強認為：“城濮之戰後，晉國疏於防備，以至敗於邲之戰。邲之戰以後，楚國同樣沒有防範晉國，結果敗於鄢之戰。自鄢之戰以後，晉國沒有放鬆防備，並對楚國一直以禮相待，是以楚國沒有報復的理由而只能向他求親。既然已經成為了姻親，又想羞辱他們，這是在自找仇敵。韓起和叔向的下屬‘皆諸侯之選也’，‘韩赋七邑，皆成县也。羊舌四族，皆强家也。’，如果韓起和叔向有何不測，必然會遭到其下屬的報復。”他又反問道：“令楚國群臣成對方的俘虜，以此來滿足國君自己的慾望，這有什麼不可以？”楚靈王只得作罷。並以厚禮招待韓起。原本還想刁難一下叔向的，也沒有辦法做到，也一並對叔向以厚禮款待。

### 不隱於親
叔向的弟弟叔鱼虽然才能出众，却又贪得无厌。晉昭公三年（公元前534年），晉國以叔魚為代理司馬，在平丘召集諸侯。當時，晉國軍隊駐紮在衛國，叔魚為向衛國索賂，故意不管隨意刈草的人。衛國派屠伯送給叔向羹和一篋錦，請求他的幫助。叔向收下了羹，而將錦交給屠伯。並告訴他，以國君的名義將錦賜給叔魚。屠伯照做了，結果還沒等他從叔魚那裡離開，禁止亂刈草木的命令就下達了。
不久，魯國的季孫意如被晉國扣押，後來魯國向晉國恐嚇，如果不放季孫意如的話，魯國要與別的大國結盟。韓起於是要釋放季孫意如，季孫意如卻故意給晉國難堪，不願意回魯國了。韓起問叔向，要怎樣令季孫意如回魯國。叔向說自己不能辦到，叔魚可以。韓起於是派叔魚前去，叔魚騙季孫意如說：“我從一些官吏那邊聽說，將會為你打掃在西河附近的館舍，您打算怎麼辦？”暗示將把季孫意如永遠禁錮於西河，季孫意如感到害怕，便趕緊回去了。

### 三姦同罪
邢侯與雍子為了領地疆界打官司，雍子知道錯在自己，為了要贏，竟把自己的親生女兒獻給法官叔魚（羊舌鮒）。叔魚收了雍子所贈送的女兒，便判雍子無罪。
邢侯知道後，在法庭上把雍子與叔魚都殺了。韓宣子因為三人都是貴族，對裁決感到為難，於是要叔向（為叔魚的異母兄弟）論斷三人之罪。叔向說：「鮒將出賣法紀，讓雍子用女兒賄賂法官，邢侯不是法官卻做法官的事，三人都該判死刑。」自己有錯卻想奪得美名是為錯，貪以敗官是為墨，殺人不忌是為賊。《夏書》說：‘昏、墨、賊、殺。’這是皋陶制定刑罰。請按這樣做吧。”
邢侯聽到消息，連忙出逃，韓宣子便命人將邢侯逮捕後處死，而已死的雍子和叔魚屍體再拖出來遊街，當作執行死刑。

## 思想和政見

### 論禮
晉平公二十二年（公元前536年），鄭國開始將刑法鑄在鼎上，以做為國家的常規法律。叔向致書子產，表達他對此事的意見。他認為用刑法並不能解決問題，有了刑法人民就會存在競爭之心，放棄禮而以刑法為依據，這樣將會導致，他最後警示道：“‘乱狱滋丰，贿赂并行’，在您的有生之年，鄭國可能就要敗落了。我聽說，國家將要滅亡的時候，必然會出現許多制度，或許就是指的這個吧。”子產回信說：“我沒有能力做到您要求的那樣考慮到後代子孫們，我能做的只有挽救目前的局面。”
叔向和子產的這次書信是整個春秋政治史中重要的文獻。他們兩人在對待“禮”的態度上有著嚴重分歧。叔向認為：“行之以禮，守之以信”，要防止人民有競爭的心態。而子產的鑄刑書，是：“民知爭端矣，將棄禮而徵於書。”即認為人民早就知道競爭，儘早會拋棄禮的。叔向並不認為傳統的社會秩序必將滅亡，他擔心的是刑書公佈後將會有新的矛盾產生。子產則是力圖改變傳統社會秩序，然而他也深知新的辦法並不能徹底的解決問題。於是他說：“僑不才，不能及子孫，吾以救世也。”叔向與子產的主張雖不同，但都表現出在春秋中後期政治家們看不到歷史前途的迷茫和苦悶。

### 論德
晉昭公元年（公元前531年），楚靈王誘殺蔡靈侯於申，並派公子棄疾率軍圍蔡。韓起向叔向問道：“楚國能成功嗎？”叔向回答說：“可以。蔡靈侯本就是殺父自立，他對自己國民沒有恩惠。這是上天要借楚國人之手除掉他，這有何不能戰勝的？然而我又聽說，以背棄信用的方式獲得利益，不可能會再次成功了。楚靈王早先也曾以安定陳國的理由派陳國的太孫吳攻打陳國。陳國人相信了他，他成功後卻將陳國改置為楚國的一個縣。現在又誘殺了蔡國的君主，以軍隊包圍蔡國。這樣就算是能取勝也會受到上天的懲罰。從前，夏桀戰勝了有緡而失掉自己的國家，商紂攻克東夷卻國破身亡。楚國爵位低下而疆域狹小，其行為卻比桀紂還要暴虐，這樣能避免得掉災難嗎？上天借助於壞人之手，並非是要降臨福祉給他，而是要增加他的罪惡。就像上天有五種材料給楚國使用，材料用完了，也就放棄了楚國，這個國家恐怕不能再振興了吧。”

### 論政
晉昭公三年（公元前529年），楚靈王的弟弟楚公子比（字子干）、公子黑肱（字子皙）和公子棄疾聯合陳國、蔡國、不羹、許國和叶國軍隊攻入楚國，與靈王爭奪君位。韓起又問叔向：“子比會成功嗎？”叔向說：“不會。取得國家有五點困難：有家世卻沒賢臣，有賢臣卻沒天命，有天命卻沒謀略，有謀略卻沒民心，有民心卻沒道德；公子比在晉國已有十三年，晉楚兩國跟隨他的人都並不出眾，這可算是沒有人才。他的族人和親屬有些被消滅，有些則背叛了他，這可算是沒有人擁護。國內沒有可乘之機輕舉妄動，這可算是沒有謀略。一直在外奔波，這可算是沒有人民。流亡在外其國民沒有人懷念他，這可算是沒有德。楚靈王暴虐而無顧忌，公子比要想取代他有五點難處。最終得到楚國的可能是公子棄疾吧！他擁有自己的領地，上面沒有壞事發生，盜賊們都躲藏起來，雖有私欲卻不想違背禮法，其人民也不怨恨他。上天對他有當璧之命，人民也信任他。楚國有動亂而由幼子即位，這是經常發生的事。”公子棄疾既有上天的幫助、有人民的支持、本身有德行和受到寵愛，又合於常理。有這五項利好去掉五點難處，有誰可以傷害他的？公子比的地位，最高也不過是右尹。他既不受寵，也遠離上天的眷顧。論富貴和寵愛他都及不上，人民也沒懷念他，國內也有勢力擁護他，他如何能成功呢？
韓起問：“齊桓公和晉文公不也是如此嗎？”叔向回答說：“齊桓公的母親是衛姬，有寵於齊僖公。有鮑叔牙、賓須無、隰朋輔佐，在外有莒、衛兩國的援助，在內有國氏和高氏的支持。他善於聽從別人的意見，樂善好施且從不做出格的事，因這樣而得到國家，不是很適宜的嗎？而晉文公是是狐季姬的兒子，有寵於晉獻公。他好學不貳，十七歲時就五人追隨他，有魏犫、賈佗為股肱，有齊、宋、秦和楚國作為外援，在國內也有欒枝、郤縠、狐突和先軫為內助。他在國外流亡的十九年間，一直堅定自己的信念。惠公和懷公拋棄自己的人民，人民就追隨他。獻公當時沒有別的兒子了，人民也不會有異心，上天也在佑護著晉國，那還有誰可以取代文公的呢？他們都和公子比不同。楚共王有自己寵愛的兒子，國君人選也不止他一個。在內部，他不施捨自己的人民。在外面也沒有人援助他。來晉國沒有人相送，回楚國也沒有人迎接，這樣人怎麼可能得到楚國呢？”
當年五月，楚靈王在走投無路之下自縊。不久公子比自殺，公子棄疾即位為楚平王。楚國的政局變動不出叔向所料。叔向的這段談話在他的思想中占有相當重要的位置，不僅分析了楚國的局勢，也表現出他對身為國君的要求。

### 論季世
叔向和晏嬰都是春秋中後期著名的人物，他們之間的交流言談都表現出對國家前途充滿了憂慮。
晉平公十九年（公元前539年），晏嬰出使晉國，和叔向一同出席宴會。叔向問：“齊國的情況怎樣？”晏嬰回答道：“已經到季世（末年）了。齊國可能到落入陳氏（即田氏，田乞）的手中了。國君遺棄他的人民，使他們歸順於陳氏。齊國以前有豆、區、釜和鍾四種計量工具。四升為一豆，四豆為一區，四區為一釜，十釜則為一鍾。而陳氏的計量工具都增加了一個基數，採用的是五進制，這樣鍾就變得很大了。他借民眾錢時，用他陳家的計量器，而收債時使用公家的（少收債款，刻意向民眾施恩），山上的木材和海中的水產運到市場上，賣價仍和原地的一樣。人民的三分勞動，有二分是在為國家幹活，一分為自己的衣食忙碌。公室倉庫中的東西都堆積腐爛，而普通老人卻在受凍挨餓。國內的市場裡，鞋子很便宜，而假肢卻很昂貴。人民有了痛苦和疾病，陳氏和對自己父母一樣給予溫暖和關懷。所以人民向流水一般踴躍依附他。陳氏的遠祖箕伯、直柄、虞遂、伯戲已經跟隨陳國始祖陳胡公、太姬來到齊國了。”
叔向說：“不錯。我的公室也已經是季世了。沒有人駕馭和管理車馬軍隊。平民貧困潦倒，而宮室卻奢侈無比。人民聽到國君的命令，表現得尤如逃避寇仇一般。公室的後代欒、郤、胥、原、狐、續、慶、伯八個家族的地位如同平民一般。政令都是出於私家，人民無所依。國君從不知悔改，會進沉湎享樂來逃避。公室的衰微還能持續多久呢？《谗鼎之铭》曰：‘昧旦丕显，后世犹怠。’從來都不肯悔改的話，如何能長久的統治下去？”
晏子說，您打算怎麼辦？叔向回答：“晉國的公族將要完結了。我聽說，公室卑微的先兆是其宗族像樹木的枝葉一樣先掉落，然後公室也跟著調零了。我的同宗一共有十一個家族，如今只剩下我羊舌氏一家了，我沒有兒子。公室無度，我能善終就是萬幸了，還怎能奢求後代子孫的祭祀呢？”
叔向和晏嬰的談話情緒是低沉的，他們都對改變國家顯得沒有信心。但還是按自己的方式作出努力。晏嬰想要改變現狀，而叔向則力圖維護傳統。
晉頃公十二年（公元前514年），也就是他倆談話後的第二十五年，當權的趙簡子聯合知氏、韩氏、魏氏、范氏、中行氏消灭了公族祁氏、羊舌氏。叔向的兒子楊食我在這次事變中遇難。再後來，知氏联合韩氏、魏氏、赵氏，灭亡了范氏、中行氏；不久后，如叔向及晏嬰料想的一樣，韓魏趙攻灭知氏，三家分晉，田氏也取代姜姓，接手了齊國。

## 人際交往
叔向與同時代的各國賢能之士如晏嬰、子產、穆叔和季札都有交往。
晉平公十四年（公元前544年）吳國公子季札週遊中原各國。在晉國和叔向一見如故，臨行前對叔向說：“您多努力吧！晉國現在的國君奢侈，大夫都很富有，恐怕權力以後會落入大夫之手。您為人正直，有必要防範災禍的降臨。”

## 評價
孔子說：
|  | “叔向，古之遗直也。治国制刑，不隐于亲，三数叔鱼之恶，不为末减。曰义也夫，可谓直矣。平丘之会，数其贿也，以宽卫国，晋不为暴。归鲁季孙，称其诈也，以宽鲁国，晋不为虐。邢侯之狱，言其贪也，以正刑书，晋不为颇。三言而除三恶，加三利，杀亲益荣，犹义也夫！” |

### 現代觀點
現代有觀點認為以叔向的賢能，如果能任晉國正卿，當大有可為。然而因為時運不濟，叔向一直難以充分展現自己的政治抱負。儘管如此，他也仍然竭盡所能為維持晉國的霸主地位而發揮作用。

## 婚姻
叔向最初欲和申公巫臣和夏姬的女兒結婚，他的母親卻想讓他與自己娘家人結親。叔向說：“父親有很多妾，所以我的母親很多，但庶母兄弟卻很少，我不想再令舅氏女子受苦了。”其母說：“夏姬令三任丈夫、一名國君和自己的兒子非正常身亡，還令一個國家亡國，二位卿逃亡，這難道還不足以做為戒鑒嗎？我聽說：‘極端美麗的人也必有極端醜惡的一面’她是鄭穆公少妃姚子的女兒，子貉的妹妹。可子貉早亡且無後，上天鍾美於她，必將會通過她來敗壞別人。以前有仍氏生的女兒，頭髮非常漂亮，光彩照人，名叫玄妻。樂正夔娶她之後，生下了伯封，而這小孩人面豬心，貪婪無餍，後來有窮氏的后羿滅掉了他，夔從此失去了祭祀。再比如夏、商和西周的滅亡，太子申生的被廢都是因為漂亮女人的原因。你想怎樣做呢？漂亮的尤物，足夠改變一個人的性情了。德義不夠的人娶了她必將會遭到禍害。”叔向感到害怕，便不敢再娶她。但後來晉平公強迫叔向娶她為妻，後生下楊食我。食我剛出生的時候，叔向的嫂子向婆婆報信，說：“叔向的妻子生了一個兒子”。叔向的母親準備過去探視，等到堂屋，聽到孩子的哭聲就回去了。並說：“這是豺狼的聲音啊，狼子野心般的人，如果不是他，那就沒有人可以令羊舌氏滅亡”於是沒再探視他。

## 家庭
- 父：羊舌職
- 兄：羊舌赤，字伯华
- 弟：羊舌鲋，字叔鮒或叔魚

羊舌虎，字叔虎或叔羆（左傳原文中，於欒盈之禍中被殺者的名單中，羊舌虎和叔羆為兩個人。而世本中則說叔羆是羊舌虎的字。）
季夙
- - 侄：子容，伯華之子
  - 子：楊食我，杨氏，名伯石，号称楊石，其胤建立隋朝。

### 後代
據《新唐書·宰相世系表》的記載，叔向的兒子楊食我的後代避居華陰，日後衍生出“華陰楊氏”。

## 趣事
孔子稱叔向為“古之遗直”，稱子產為“古之遺愛”。唐初房玄齡的長子名為房遺直，次子叫做房遺愛。
唐代宗時代有工部尚書竇叔向，字遺直。

## 年譜
| 年份           | 公元        | 大事記 | 典出                  | 備註                         |
| -------------- | ----------- | --- | --------------------- | ---------------------------- |
| 晉悼公十一年   | 公元前562年 | 各諸侯圍攻鄭國，鄭國使者向楚國救援，反被囚。不久晉悼公和鄭子展簽訂盟約，晉悼公派叔向告知各國諸侯。 | 《左傳·襄公十一年》   | 叔向初次登場                 |
| 晉悼公十四年   | 公元前559年 | 各諸侯大夫隨晉悼公伐秦國，以報櫟之戰之仇。悼公令晉國六卿號令諸侯軍隊。到涇水後，軍隊不願渡河。叔向和叔孫穆子會面，穆子作《匏有苦葉》。之後，叔向準備渡河。魯、莒兩國軍隊也陸續渡河 | 《左傳·襄公十四年》   |                              |
| 晉平公元年     | 公元前559年 | 晉平公即位，叔向為傅 | 《左傳·襄公十六年》   |                              |
| 晉平公三年     | 公元前555年 | 晉齊交戰，齊靈公登巫山查看晉軍形勢，不久，齊軍在夜間遁走，叔向告訴晉平公，城上有烏鴉，齊軍或許已經逃走。後來，楚國進攻鄭國，叔向認為誰勝誰否要看各自國君的德行。 | 《左傳·襄公十八年》   |                              |
| 晉平公四年     | 公元前554年 | 晉齊和談，穆叔與叔向相會，作《載馳》之四，叔向表示接受。 | 《左傳·襄公十九年》   |                              |
| 晉平公六年     | 公元前552年 | 晉國發生內亂，範宣子逐欒盈，盡殺其黨羽。叔向之弟叔虎在事件中被殺，其兄伯華和叔向本人被囚。之後在祁奚的幫助下，被晉平公赦免。 | 《左傳·襄公二十一年》 |                              |
| 晉平公十年     | 公元前548年 | 晉平公聯合諸侯攻打齊國，齊國的慶封在以重器禮物賄賂晉國後，平公同意講和，派叔向通知諸侯。 | 《左傳·襄公二十五年》 |                              |
| 晉平公十一年   | 公元前547年 | 秦景公之弟公子鍼來晉國和談，叔向命子員接待。子朱認為是他當班，叔向沒有理會他。 子朱認為是排擠他，便拔出劍來示威，叔向則以言語回應，後兩人被大臣勸開。晉平公聽說後表示晉國將要大治，師曠則不以為然。七月時，齊景公與鄭簡公因為衛獻公之事來晉國。晉平公作《嘉樂》，齊鄭兩國隨同大臣國景子和子展分別作《蓼蕭》、《緇衣》。叔向建議平公向二位國君表示感謝。晉平公曆數衛獻衛罪狀，要叔向轉告給兩國國君。之後國景子與子展又賦詩一首。叔向斷言鄭國七穆家族中罕氏將是最後敗亡的。楚國的聲子在與令尹子木的談話中將伍舉比作叔向。                          | 《左傳·襄公二十六年》 |                              |
| 晉平公十二年   | 公元前546年 | 宋國向戌發起弭兵之盟，叔向在宴會中令楚國令尹子木無言以對。 趙武認為鄭國七穆家族中的伯有會敗亡，叔向表示同意。 | 《左傳·襄公二十七年》 |                              |
| 晉平公十四年   | 公元前544年 | 鄭國執政子展卒，子皮接任。不久鄭宋兩國發生饑荒，子皮與宋國的司城子罕都放糧救濟人民。叔向斷言鄭國的罕氏和宋國的樂氏都會執掌國政，基業也會延續很久。同年，吳公子季札週遊中原列國，在晉國和叔向一見如故，臨走之時特別提警正直的叔向要懂得明哲保身。 | 《左傳·襄公二十九年》 |                              |
| 晉平公十五年   | 公元前543年 | 子產隨鄭簡公訪晉，叔向和他討論鄭國的政局。 | 《左傳·襄公三十年》   |                              |
| 晉平公十六年   | 公元前542年 | 子產同鄭簡公訪晉國，被安置在非常簡陋的房子裡，子產同士文伯交涉。趙孟承認是晉國的罪過， 命士文伯道歉。之後晉平公親自設厚宴接見鄭簡公。子產一行回去後，命人修諸侯行館。叔向認為子產擅於辭令，有令諸侯得利。 | 《左傳·襄公三十一年》 |                              |
| 晉平公十七年   | 公元前541年 | 趙武問叔向，楚令尹公子圍的排場像楚王一樣，這是怎麼回事？叔向認為公子圍最終雖會取而代之，但以他暴虐的行為，其統治不會長久，他也不會善終。晉平公生病，鄭簡公令子產探視。叔向問子產是何原因。子產提到了晉的始祖唐叔的身世和晉國早期歷史，他又提到了男女同姓不婚的禮儀，認為晉平公的病癥是因為宮中有四名姬姓女子的原因。叔向表示受教。楚公子圍弒君奪位，其弟公子比流亡晉國，隨從有車五輛。叔向安排他和秦公子相同的食祿。趙武認為秦公子富有。叔向認為俸祿的多少要以德行作為依據，德行相同則看年齡大小，年齡相同再看地位尊卑。對於公子則要看國家大小。 | 《左傳·昭公元年》     |                              |
| 晉平公十八年   | 公元前540年 | 魯國叔弓回訪晉國，期間表現得體，叔向稱謂他近乎於德矣。 四月，晉平公娶齊國少姜，是由陳無宇護送而至，晉平公認為他的身份太低，是對晉國的無禮，於是將他囚禁起來。不久少姜去世，魯昭公到晉國弔唁，平公以少姜不是正室，對此表示辭謝。叔向藉機為陳無宇求情，批評平公的不公。十月份，陳無宇被放回國。 | 《左傳·昭公二年》     |                              |
| 晉平公十九年   | 公元前539年 | 齊景公令晏嬰送女子嫁晉平公為繼室。叔向從韓起之命，對婚事表示接受。婚後，晏嬰和叔向在宴會中談到各自國家的前途命運，兩人都表現出憂慮和迷茫。 | 《左傳·昭公三年》     | 叔向此時無子                 |
| 晉平公二十年   | 公元前538年 | 周歷正月，楚靈王扣留許悼公、鄭簡公，又派伍舉到晉國邀請諸侯到宋國會盟，晉平公本不想答應，但被司馬侯的說服，由叔向同伍舉轉達平公的意思。伍舉為楚靈王向平公求親，平公同意。 | 《左傳·昭公四年》     |                              |
| 晉平公二十一年 | 公元前537年 | 叔向同韓起送晉平公之女至楚國成親。楚靈王欲對叔向施以宮刑，再任命為司宮，被大臣勸阻。之後又想刁難叔向，也無法辦到，只得贈以厚禮。 | 《左傳·昭公五年》     | 叔向之子約在此年或更早降生   |
| 晉平公二十二年 | 公元前536年 | 三月，鄭國在鼎上鑄刑法，叔向致書子產表示反對。韓起去楚國時，沒有人前來迎接。之後，楚公子棄疾回訪晉國，晉平公也不想派人迎接，叔向勸阻說不應傚倣楚國，並引用《詩經》和《尚書》句子為例，平公感到滿意，於是派人迎接公子棄疾。 | 《左傳·昭公六年》     |                              |
| 晉平公二十四年 | 公元前534年 | 晉國魏榆有石頭會說話，晉平公問師曠是何原因，師曠勸平公體恤人民，不要太過奢侈。叔向讚揚師曠是君子。 | 《左傳·昭公八年》     |                              |
| 晉平公二十五年 | 公元前533年 | 周天子的屬下與晉國的淨嘉爭奪土地，遭到晉國的報復。周景王派人到晉國爭辯雙方的關係。叔向力勸執政的韓起，於是雙方關係得到改善。 | 《左傳·昭公九年》     |                              |
| 晉平公二十六年 | 公元前532年 | 晉平公去世，鄭簡公親自來弔唁，被晉國勸阻。九月，各國大夫到晉國參加平公葬禮。之後，大夫們想見晉國新君，叔向認為這樣不合禮制，勸阻了他們 | 《左傳·昭公十年》     |                              |
| 晉昭公元年     | 公元前531年 | 三月，楚靈王誘殺蔡靈侯，又命公子棄疾圍蔡。韓起向叔向詢問結果會如何。叔向認為楚靈王暴虐，會遭天譴。同時斷言楚國政權最終會落入公子棄疾之手。 | 《左傳·昭公十一年》   |                              |
| 晉昭公三年     | 公元前534年 | 流亡晉國多年的楚公子比回國準備和楚靈王爭位。韓起問叔向結果如何。叔向認為他不會成功，並提到了成為國君的五點要求。 有諸侯對晉國有貳心，意欲背叛，叔向建議如何諸侯會見。七月，由叔向之弟叔魚代理司馬，召開平丘之會，叔魚向諸侯索賄，被叔向批評。 | 《左傳·昭公十三年》   |                              |
| 晉昭公四年     | 公元前534年 | 邢侯於雍子爭田，叔魚因在斷案中收雍子賄賂與雍子一同被邢侯所殺。叔向建議以《夏書》皋陶之刑決邢侯，棄雍子和叔魚之屍於市。孔子稱他為不隱於親，為“古之遺直”。 | 《左傳·昭公十四年》   |                              |
| 晉昭公五年     | 公元前533年 | 晉國荀躒去參加周景王王后的葬禮，周景王借機向晉國索取進貢。叔向聽說後，斷言周景王不得善終。 | 《左傳·昭公十五年》   | 叔向最後一次登場             |
| 晉頃公十二年   | 公元前514年 | 晉國祁氏家族兩名家臣換妻，被家主祁盈囚禁。家臣向荀躒行賂，祁氏、羊舌氏被以叛亂的名義灭亡。叔向之子被殺。 | 《左傳·昭公二十八年》 | 羊舌氏滅亡，其地被置為三縣。 |